# Glas Branche Organisatie
De Glas Branche Organisatie (GBO) is de Nederlandse werkgeversvereniging voor werkgevers die actief zijn in de vlakglasbranche.
GBO is opgericht in 1941 als de Nederlandse Bond van Groothandelaren in Vlakglas (NGB). In de jaren 1970 werd de naam veranderd in Nederlandse Glasbond. In 2000 ontstond door het samengaan met de vereniging van Fabrikanten van Isolatieglas de Glas Branche Organisatie (GBO). Na de fusie in 2005 met de Nederlandse Glasfederatie (NGF) bleef deze naam gehandhaafd.
Bij GBO zijn ongeveer 200 bedrijven aangesloten, van verschillende grootte en met uiteenlopende activiteiten. Het ledenbestand varieert van relatief kleine bedrijven die zich in één activiteit gespecialiseerd hebben tot grote multinationals.
In 2010 is de Glas Branche Organisatie gestart met een certificeringstraject voor glaszetters en glasmonteurs van aangesloten bedrijven. De certificering bestaat uit het opleiden van de medewerker tot gecertificeerd vakman.